# 亨里克·莱克
亨里克·莱克（瑞典語：Henrik Leek，1990年3月15日—），生于海讷桑德，瑞典男子冰壶运动员。他曾代表瑞典参加2018年冬季奥林匹克运动会冰壶比赛，获得一枚银牌。